# Benoît Feroumont

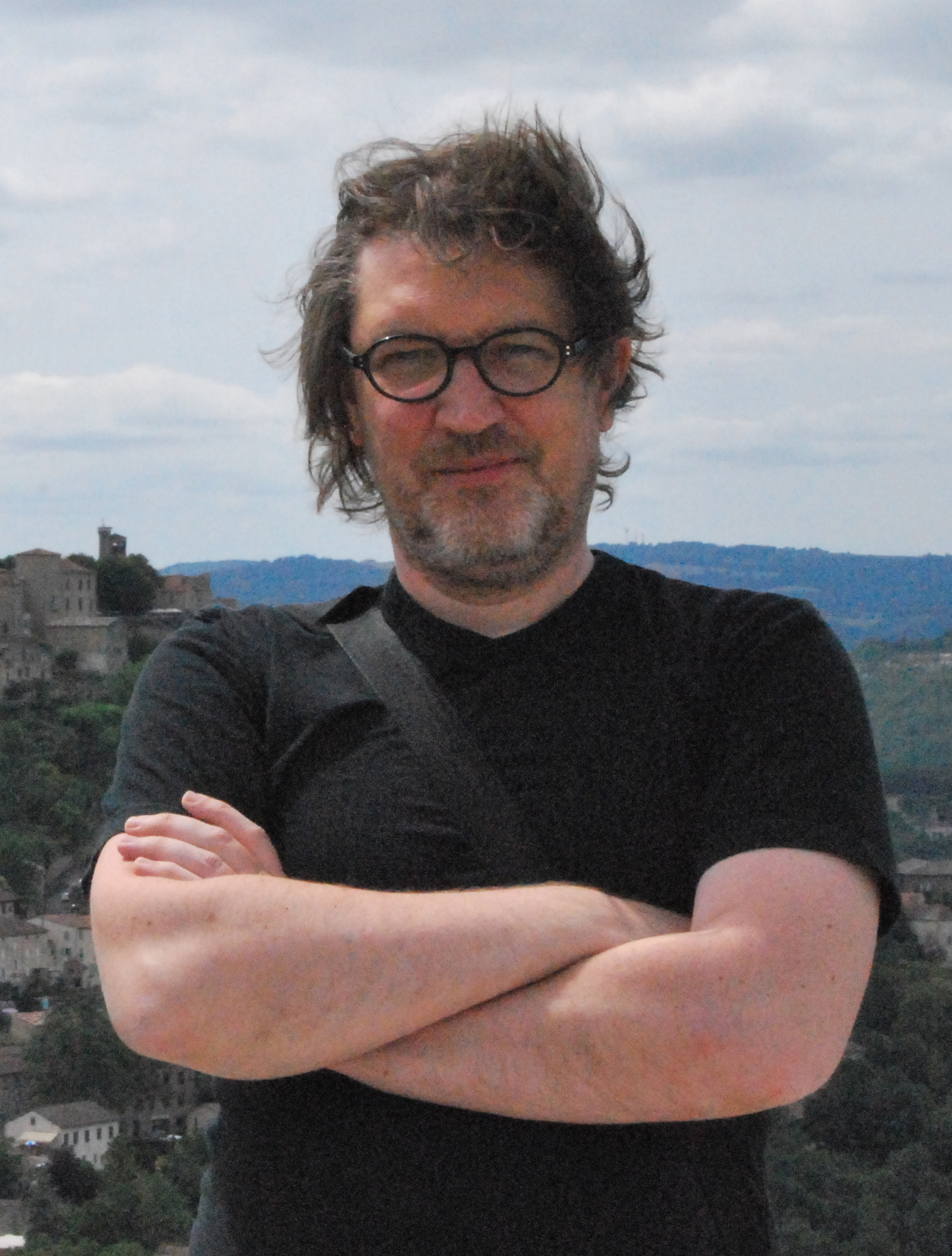
Benoît Feroumont (2012)

Benoît Feroumont (* 28. August 1969 in Aye bei Marche-en-Famenne, Belgien) ist ein belgischer Comic- und Animationszeichner.

## Leben
Benoît Feroumont Interesse für die Filmproduktion beginnt schon als Jugendlicher, als er an einem Filmclub in Marche-en-Famenne teilnimmt. Außerdem gewinnt er durch ein Praktikum Erfahrungen für das Zeichnen und Erzählen von Geschichten.
An der École Saint-Luc in Lüttich beginnt er Illustration und Comic zu studieren und veröffentlicht zum Ende seines Studiums 1991 den 2D-Animationskurzfilm This Strange Zwan Saucisse Suicide. Er besucht danach die Animationsschule La Cambre in Brüssel. Im Jahr 1992 folgt dann ein weiterer Film mit dem Titel Les Gens.
Nachdem Feroumont noch einige andere Animationsfilme veröffentlicht hat, wird Anfang 2000 die Produktion Bzz für diverse nationale und internationale Preise nominiert. 
2003 arbeitete er in Zusammenarbeit mit Sylvain Chomet an der Realisierung von Das große Rennen von Bellville, der auch mehrfach für Filmpreise nominiert wurde.
Einige Jahre später lernt Feroumont Fabien Vehlmann kennen, der ihn überzeugte parallel zu seiner Animationsarbeit Comics zu zeichnen. Wondertown war mit zwei Bänden seine erste Serie, die er im belgischen Comicmagazin Spirou veröffentlichte. Beide Alben wurden zudem von Dupuis in französischer Sprache verlegt.
2009 begann er mit der Serie Le Royaume, für die er am bekanntesten ist und die bisher sechs Bände umfasst.
Bei Asterix im Land der Götter leitete Benoît Feroumont die Animierung unter Regie von Louis Clichy und Alexandre Astier.
Im Jahr 2016 erscheint Feroumonts erstes Album in deutsche Sprache. Es handelt sich um den Spirou und Fantasio Spezialband Fantasio heiratet, bei dem er Text und Zeichnungen anfertigte.

## Werke (Auswahl)

### Comic
- 2005/2006: Wondertown mit Fabien Vehlmann; bei Dupuis; 2 Bände
- seit 2009: Le Royaume; bei Dupuis; 7 Bände
- 2013: Giselle & Beatrice
- 2016: Spirou und Fantasio Spezial - Fantasio heiratet (frz. Fantasio se marie bei Dupuis); Carlsen Comics

### Filmographie
- 1991: This Strange Zwan Saucisse Suicide
- 1992: Chapeaux
- 2000: Bzz
- 2008: Dji vou veu volti

#### Kooperationen
- 2003: Das große Rennen von Belleville von Sylvain Chomet
- 2009: Das Geheimnis von Kells von Tomm Moore
- 2014: Asterix im Land der Götter von Louis Clichy und Alexandre Astier